# Досон (Айова)
Досон (англ. Dawson) — місто (англ. city) в США, в окрузі Даллас штату Айова. Населення — 116 осіб (2020).

## Географія
Досон розташований за координатами 41°50′33″ пн. ш. 94°13′15″ зх. д. / 41.84250° пн. ш. 94.22083° зх. д. (41.842381, -94.220875).  За даними Бюро перепису населення США в 2010 році місто мало площу 1,24 км², уся площа — суходіл.

## Демографія
Згідно з переписом 2010 року, у місті мешкала 131 особа в 52 домогосподарствах у складі 33 родин. Густота населення становила 106 осіб/км².  Було 63 помешкання (51/км²).
Расовий склад населення:
| - 93,1 % — білих - 0,8 % — чорних або афроамериканців - 1,5 % — осіб інших рас |

До двох чи більше рас належало 4,6 %. Частка іспаномовних становила 4,6 % від усіх жителів.
За віковим діапазоном населення розподілялося таким чином: 31,3 % — особи молодші 18 років, 54,2 % — особи у віці 18—64 років, 14,5 % — особи у віці 65 років та старші. Медіана віку мешканця становила 37,3 року. На 100 осіб жіночої статі у місті припадало 118,3 чоловіків;  на 100 жінок у віці від 18 років та старших — 114,3 чоловіків також старших 18 років.
Середній дохід на одне домашнє господарство  становив 50 234 долари США (медіана — 35 938), а середній дохід на одну сім'ю — 63 310 доларів (медіана — 50 500). За межею бідності перебувало 34,0 % осіб, у тому числі 52,8 % дітей у віці до 18 років та 0,0 % осіб у віці 65 років та старших.
Цивільне працевлаштоване населення становило 92 особи. Основні галузі зайнятості: освіта, охорона здоров'я та соціальна допомога — 26,1 %, виробництво — 23,9 %, транспорт — 9,8 %, роздрібна торгівля — 8,7 %.